# Kaple svaté Anny (Jaroměř)
Barokní kaple sv. Anny na Pražském Předměstí v Jaroměři byla postavena v roce 1752 u studánky na základě povolení královéhradeckého biskupa hraběte Jana Adama Vratislava z Mitrovic.
Posvěcena byla 19. června 1753 P. Františkem Hladíkem, jaroměřským děkanem. Za císaře Josefa II., kdy byly mnohé kláštery, kostely i kaple neuváženě rušeny, byla dne 7. listopadu 1786 kaple sv. Anny prodána v dražbě za 56 zlatých 30 krejcarů. Kupující magistrátní rada Ignác Vacek se musel zavázal, že vyzděnou studánku u kaple i s odpadem nechá neporušenou, že z kaple neučiní příbytek a že již nebude sloužit sakrálním účelům. Z tohoto potom brzy sešlo, jak připomíná jaroměřský historik, katolický kněz A. Knapp a kaple od těch dob opět slouží náboženským účelům. Dnes kaple, renovovaná v roce 1925 a naposledy opravená za josefovského děkana Antonína Sýkory v 70. letech 20. století, je památkou 2. kategorie. Jak uvádí Ing. arch. Slavík (jaroměřský architekt), kaple je typická stavba nenáročného, zlidovělého baroka, s půlkruhovým závěrem, s otevřenou podsíní na dvou pilířích, sklenutou křížem. Nad průčelím je tympanon (trojúhelníková či segmentová plocha ve štítu průčelí). Kryta je plochou valbou, která má osmiboký sanktusník (štíhlá vížka, v níž býval zavěšen zvonek). Vnitřek kaple je osvětlován dvěma půlkruhem zaklenutými okny. Klenba valená, se čtyřmi výsečemi. Oltářík současný, dřevěný, nástěnný, uprostřed nový obraz, po stranách diagonální pilastry, před nimi sochy Zachariáše a Anny, matky Panny Marie. V nástavci Boží oko. Dveře železné, kované z akantových rozvilin. Bohoslužby se v kapli konají jen výjimečně, zpravidla v červenci k svátku sv. Anny. Kaple je stále charakteristickou stavbou Pražského Předměstí.